# Vega de Tegoyo
Vega de Tegoyo es una localidad española del municipio de Tías, situado en la isla de Lanzarote, perteneciente a la provincia de Las Palmas, en la comunidad autónoma de Canarias.

## Historia
Hacia mediados del siglo XIX, el lugar, una granja, ya pertenecía a Tías. Aparece descrito en el decimocuarto volumen del Diccionario geográfico-estadístico-histórico de España y sus posesiones de Ultramar de Pascual Madoz con las siguientes palabras:

TEGOYO: granja en la isla de Lanzarote, prov. de Canarias, part. jud. de Teguise, térm. jurisd. de Tias. sit. á orillas de un torrente de lava que cuajada y fria se halla entre las montañas de Guardilama y de Conil. Constituyen la granja unas 50 fan. de terreno de primera calidad, compuesto de buena miga y cubierto de arenas, el cual prod. buena vid y árboles frutales en una parte y maiz, hortalizas y legumbres la otra: solo 4 yuntas bastan para atender á su labor. Sobre una pequeña montaña que hay entre las dos referidas, y casi á las faldas de la nombrada de Conil, se ha construido por un particular una bonita y pintoresca casita de campo.
(Madoz, 1849, p. 679)

En 2023, la entidad singular de población tenía empadronados 189 habitantes y el núcleo de población, 148.